# Maxene Andrews
Maxene Angelyn Andrews (3. ledna 1916, Minneapolis – 21. října 1995, Boston) byla americká zpěvačka a herečka.
Se svými dvěma sestrami Patty a LaVerne tvořily vokální trio The Andrews Sisters. Byly miláčkem publika kvůli jejich zpěvu v perfektní vokální harmonii. Skupina se proslavila v roce 1937 vydáním alba Bei Mir Bist du Schön. Během druhé světové války trio koncertovalo pro americké vojáky v zámoří.

## Život
Maxene Angelyn Andrews se narodila 3. ledna 1916 v Minneapolis jako druhá dcera řeckého imigranta Petera Andrease a Američanky norského původu Olgy Bergliot Pedersdatter Sollie.
Sestry Andrews se staly oblíbenou americkou ikonou a byly nesmírně úspěšné. Prodaly více než 75 milionů desek od konce 30. let dvacátého století do roku 1967. Objevily se ve filmech a spolupracovaly s Glenn Miller Orchestra a Bing Crosby. Jejich vzájemné vztahy však byly křehké. V roce 1953 se rozešly a Maxene s Patty pokračovaly v sólové kariéře. O tři roky později se setkaly všechny znovu. LaVerne zemřela v roce 1967. V roce 1970 se Maxene stala děkankou na ženské Tahoe Paradise College of Fine Arts, Lake Tahoe, Nevada. Nakonec se stala její viceprezidentkou.
Maxene a Patty se znovu spojily v roce 1974, debutovaly na Brodwayi v Over Here!. Show se hrála více než rok, pak se rozešly a nikdy více již spolu nezpívaly.
Maxene napsala memoáry, přednášela a vystupovala na koncertech, v nočních klubech a muzikálech.

## Osobní život
Maxene si vzala vydavatele Lou Levyho v roce 1941. Byli spolu až do roku 1949. Pak se rozvedli, když Levy našel Maxene se ženou v posteli. Neměli vlastní děti a tak adoptovali syna Petera Andrewse a dceru Aletu Ann.

## Úmrtí
Maxene zemřela dne 1. října 1995 v Hyannis, Barnstable, Massachusetts. Je pohřbena ve Forest Lawn Memorial Park (Glendale).